# غوردون فلويد فيريس
غوردون فلويد فيريس (بالإنجليزية: Gordon Floyd Ferris)‏ هو عالم حشرات أمريكي، ولد في 2 يناير 1893 في Bayard, Kansas ‏ في الولايات المتحدة، وتوفي في 21 مايو 1958.